# Gianluca Arrighi
Gianluca Arrighi (ur. 3 października 1972 w Rzymie) – włoski pisarz, prawnik specjalizujący się w kryminalistyce, autor thrillerów prawniczych i kryminałów.

## Życiorys
Popularność przyniósł mu cykl kryminałów sądowych z adwokatem Elia Preziosi w roli głównej.
Jego debiutancka powieść - Crimina romana - została opublikowana w 2009 roku.
W latach 2010 i 2011, Gianluca Arrighi napisał wiele opowiadań opublikowanych we włoskich gazetach krajowych.
Jego druga powieść - Vincolo di sangue - została opublikowana w 2012 roku. W powieści Vincolo di sangue opowiada o Rosalia Quartararo, morderczej matki skazanej na dożywocie.
Jego trzecia powieść - L'inganno della memoria - została opublikowana w 2014 roku. Bohaterem powieści jest magistrat Elia Preziosi. L'inganno della memoria jest najlepiej sprzedającym włoskim thrillerem prawnym 2014.
Mediaset, włoska komercyjna sieć telewizyjna z siedzibą w Mediolanie, uważa Gianluca Arrighi za jednego z najlepszych włoskich pisarzy.

## Publikacje

### Powieści
- Crimina romana. Roma: Gaffi, 2009. ISBN 978-88-6165-049-7. Brak numerów stron w książce
- Vincolo di sangue. Milano: Baldini Castoldi Dalai, 2012. ISBN 978-88-6620-367-4. Brak numerów stron w książce
- L'inganno della memoria. Milano: Anordest, 2014. ISBN 978-88-98651-18-4. Brak numerów stron w książce
- Il confine dell'ombra. Napoli: CentoAutori, 2017. ISBN 978-88-68721-16-9. Brak numerów stron w książce
- Oltre ogni verità. Napoli: CentoAutori, 2018. ISBN 978-88-68721-52-7. Brak numerów stron w książce

### Nowele
- La malga, 2010
- Lo scassinatore, 2010
- Il vestito rosso, 2010
- Una morte e una calibro 38. La morte arriva in autunno, 2010
- Correvo disperata per sfuggire alla madre di tutte le paure, 2010
- Roxanne, 2011
- La vicina di casa, 2011
- Il desiderio di Letizia, 2011
- Un brusco risveglio, 2011
- La linea di confine, 2011